# Субота
Субота је у Србији шести дан седмице, који се налази између петка и недеље. Не касније од 2. века, Римљани су назвали суботу diēs Sāturnī („Сатурнов дан“) за планету Сатурн, која је контролисала први сат тог дана, према Ветију Валенсу. Име дана је уведено у западногерманске језике и забележено је у доњенемачким језицима као што су средњедоњенемачки satersdach, saterdach, средњехоландски saterdag (модерни холандски zaterdag) и староенглески Sæternesdæġ,  Sæterndæġ или Sæterdæġ.
По традицији изведеној од старих Јевреја, субота је последњи дан седмице. Та конвенција је остала универзални стандард у Сједињеним Америчким Државама, али у данашњој Европи многи људи сматрају суботу шестим (претпоследњим) даном седмице, док је недеља последњи. Модерна европска конвенција је дефинисана у стандарду . Са друге стране, у многим исламским државама субота је први дан седмице, где је петак празник.
У старој јеврејској традицији, субота је сабат. Многи језици немају различите речи за „суботу“ и „сабат“. Источне Православне цркве разликују сабате (суботе) од Господових дана (недеље). Римокатолици слабо наглашавају ту разлику да многи прате - бар у колоквијалном језику - протестантску праксу звања недеље сабатом.
Модерно Маори име, Rahoroi, има значење „дан прања“.
У многим државама где су недеље празници, субота је део викенда и традиционално је дан за одмарање. Многе забаве се одигравају суботом, јер она претходи недељи, још једном дану за одмор. Често је за клубове, барове и ресторане да се отварају касније суботом увече него осталим ноћима.
Субота је уобичајени дан за изборе у Аустралији и једини дан на Новом Зеланду када избори могу да се одрже.

## Име и асоцијације
Данас субота има два имена на савременом стандардном немачком. Прва реч, Samstag, увек се користи у Аустрији, Лихтенштајну и делу Швајцарске у коме се говори немачки, а углавном се користи у јужној и западној Немачкој. Ona pотиче од старовисоконемачког sambaztac, чији први део (sambaz) потиче од грчког Σάββατο, sávvato, а ова грчка реч потиче од хебрејског שבת, [шабат. Међутим, тренутна немачка реч за шабат је Sabbat. Друго име за суботу на немачком је Sonnabend, које потиче од старовисоконемачког sunnunaband и блиско је повезано са староенглеском речи sunnanæfen. То дословно значи „сунчано вече”, односно „дан пре недеље”. Sonnabend се углавном користи у северној и источној Немачкој, а био је и званични назив за суботу у Источној Немачкој. Чак и ако се ова два назива регионално различито користе, обично се у другом делу схватају макар пасивно.
У вестфалским дијалектима нискосаксонског, у источнофризијском нискосаксонском и у сатерландском фризијском језику, субота се зове Satertag, што је такође сродно холандском zaterdag, које има исте лингвистичке корене као енглеска реч Saturday. Раније се сматрало да се енглески назив односи на божанство по имену Sætere које су поштовали прехришћански народи северозападне Немачке, од којих су неки били преци Англосаксонаца. Сетере је идентификован или као бог повезан са жетвом могућег словенског порекла, или као друго име за Локија сложено божанство повезано и са добром и са злом; овај последњи предлог је можда заслужан Јакоб Грим. Међутим, савремени речници то име изводе од Сатурна.
У већини језика Индије, субота је Shanivāra, vāra што значи дан, засновано на Шанију, хиндуистичком богу манифестованом у планети Сатурн. Неки Хиндуси посте суботом да би преокренули лоше последице Шанија, као и што се моле и врше богослужење божанству Хануман.
Савремени маорски назив за суботу,  rāhoroi, дословно значи „дан за прање“ – остатак из раног колонизованог живота када би конвертити Маори одвајали време у суботу да оперу своје бело рубље за Цркву у недељу. Уобичајено алтернативно маорско име за суботу је транслитерација hātarei.
Квекери су суботу традиционално називали „седми дан“, избегавајући „паганско“ порекло имена.
У скандинавским земљама, субота се зове lördag, lørdag, или laurdag, име је изведено од старе речи laugr/laug (одатле исландски назив Laugardagur), што значи купање, те се Lördag изједначава са даном купања. То је због викиншке праксе купања суботом. Корени lör, laugar и тако даље су сродни енглеској речи lye, у смислу детерџента. Фински и естонски називи за дан, lauantai и laupäev, такође су изведени из овог израза.

## У популарној култури

### Регионални обичаји
- У Аустралији избори морају да се одрже у суботу.[25]
- У Израелу је субота званични дан одмора,[26] на који су све владине канцеларије и већина предузећа, укључујући део јавног превоза, затворени.
- У Непалу је субота последњи дан у недељи и једини је званични недељни празник.[27]
- На Новом Зеланду субота је једини дан када се могу одржати избори.[28]
- У Шведској и Норвешкој субота је обично био једини дан у недељи када је посебно млађој деци дозвољено да једу слаткише, lördagsgodis на шведском и lørdagsgodtteri на норвешком. Ова традиција је уведена да би се ограничио каријес, користећи резултате злогласних Випехолм експеримената између 1945. и 1955. године.[29] (Погледајте свечаности у Шведској.)
- У америчкој држави Луизијана, субота је преферирани дан за гласање.[30]